# Симон Кенеди
Симон Кенеди (на английски: Simone Kennedy) е австралийска параолимпийска състезателка по колоездене.

## Биография
Родена е на 4 януари 1994 г. в Лондон, Англия. Има церебрална парализа.

## Колоездене
Симон Кенеди е C3 (параолимпийска класификация) колоездач. Започва с колоезденето на 15-годишна възраст. Тя е член на колоездачен клуб „Парамата“ с треньор Том Скуландер.
През 2012 г. участва в първото си състезание с голяма международна конкуренция – Световното първенство в Лос Анджелис, където завършва на първо място. Избрана е да представлява Австралия в Летните параолимпийските игри през 2012 г. в колоезденето на 3 км преследване, 500 метра бягане по часовник и 2 пътни състезания. На Световното първенство в Агуаскалиентес, Мексико печели бронзов медал в 3 км, индивидуално преследване и 500 м. Печели отново бронзовите медали на Световното първенство в Апелдорн, Нидерландия през 2015 г.
|  | Тази страница частично или изцяло представлява превод на страницата Simone Kennedy в Уикипедия на английски. Оригиналният текст, както и този превод, са защитени от Лиценза „Криейтив Комънс – Признание – Споделяне на споделеното“, а за съдържание, създадено преди юни 2009 година – от Лиценза за свободна документация на ГНУ. Прегледайте историята на редакциите на оригиналната страница, както и на преводната страница, за да видите списъка на съавторите. ВАЖНО: Този шаблон се отнася единствено до авторските права върху съдържанието на статията. Добавянето му не отменя изискването да се посочват конкретни източници на твърденията, които да бъдат благонадеждни. |